# Rüsselbach
Rüsselbach is een plaats in de Duitse gemeente Igensdorf, deelstaat Beieren.